# Owen Churchill
Owen Churchill   (Los Angeles, 8 de març de 1896 - Los Angeles, 22 de novembre de 1985) va ser un regatista estatunidenc que va competir durant les dècades de 1920 i 1930.
El 1928 va prendre part en els Jocs Olímpics d'Estiu d'Amsterdam, on fou sisè en la categoria de 8 metres del programa de vela a bord de la Babe. Quatre anys més tard, als Jocs de Los Angeles, va guanyar la medalla d'or en la mateixa categoria a bord de l'Angelita. Amb aquesta mateixa embarcació fou desè als Jocs de 1936.
El 1940 va dissenyar i patentar les aletes de busseig, millorant la de la versió anterior feta per Louis de Corlieu el 1935.